# 斜口龍鰧
斜口龍鰧是條鰭魚綱鱸形目龍鰧科龍鰧屬一個種。為太平洋東南部南美洲的魚類。

## 命名
本魚由法國動物學家阿爾方斯·吉舍諾於1848年命名。
本魚種小名的拉丁語詞根意為「角」，加上形容詞後綴意為「有角的」。

## 分布
本魚分布於太平洋東南部、南美洲的智利沿海。這是唯一一種不在大西洋東部的龍鰧屬物種。

## 生態
本魚為亞熱帶魚種，底棲性。
卵和魚苗為浮游性。

## 經濟利用
無經濟利用記錄。

## 保護現狀
國際自然保護聯盟對本魚未予評估。